# Luigi Martinale
Luigi Martinale (Torino, 1963) è un pianista, compositore, arrangiatore e jazzista italiano.

## Biografia
Si è diplomato in pianoforte al Conservatorio Giuseppe Verdi di Torino nel 1986, poi lo studio dell'improvvisazione jazzistica con Enrico Pieranunzi, Franco D'Andrea e Mario Rusca.
Ha suonato con Flavio Boltro, Gianni Basso, Emanuele Cisi, Eddy Palermo, Maria Pia De Vito, Anne Ducros, Felice Reggio, Fabrizio Bosso e tanti altri.

## Discografia (non completa)
- 2000 - Eyes and Stripes (with Fabrizio Bosso) - DDQ/Soul Note
- 2001 - Sweet Marta - DDQ/Soul Note
- 2003 - Urka (with Fabrizio Bosso) - DDQ/Soul Note
- 2004 - Stella - DDQ/Soul Note
- 2004 - Simple Memory - GTPro (Japan)
- 2004 -Dipinto di blu - con il gruppo Jazzinaria e l'ensemble Architorti
- 2006 - Caruso - GTPro (Japan)
- 2009 - Le Sue Ali - albóre jazz (Japan)